# Sh2-73
Sh2-73 est une nébuleuse par réflexion visible dans la constellation d'Hercule. À l'origine confondue avec une région H II, on a découvert plus tard qu'elle est éclairée par la Voie lactée dans son ensemble, et fait donc partie de ce que l'on appelle « IFN » (Integrated Flux Nebulae (it)).
On l'observe dans la partie sud-ouest de la constellation, bordant la tête de serpent et la couronne boréale. Elle apparaît comme un filament très faible à peine perceptible sur les photos astronomiques sensibles et complètement invisible à la simple observation amateur. La période la plus appropriée pour son observation dans le ciel du soir est de mars à septembre et est visible des deux hémisphères, bien qu'elle soit située au nord de l'équateur céleste.
Sh2-73 est l'un des nuages les plus proches du système solaire, à seulement environ 200 pc (∼652 al). Il est situé à une latitude galactique très élevée et ne semble associé à aucune étoile brillante, ni à aucun phénomène actif de formation d'étoiles. Le nuage peut être associé à MBM 40, un faible brin de gaz non éclairé de 20 à 40 M☉ et à environ 120 pc (∼391 al) du Soleil.